# Сано Асука
Сано Асука (яп. 佐野明日香; нар. 27 травня 1982, префектура Ехіме) — японська борчиня вільного стилю, срібна призерка чемпіонату Азії.

## Життєпис
Виступала за борцівський клуб замозахисту Вако, префектура Сайтама. Тренер — Кеньдзі Фудзікава.

## Спортивні результати на міжнародних змаганнях

### Виступи на Чемпіонатах світу
| Змагання                        | Збірна | Вагова категорія          | Місце |
| ------------------------------- | ------ | ------------------------- | ----- |
| Чемпіонат світу з боротьби 2009 | Японія | жіноча боротьба, до 72 кг | 13    |

### Виступи на Чемпіонатах Азії
| Змагання                       | Збірна | Вагова категорія          | Місце  |
| ------------------------------ | ------ | ------------------------- | ------ |
| Чемпіонат Азії з боротьби 2009 | Японія | жіноча боротьба, до 72 кг | Срібло |

### Виступи на Кубках світу
| Змагання                    | Збірна | Вагова категорія          | Місце |
| --------------------------- | ------ | ------------------------- | ----- |
| Кубок світу з боротьби 2009 | Японія | жіноча боротьба, до 72 кг | 5     |

### Виступи на інших змаганнях
| Змагання                         | Збірна | Вагова категорія          | Місце  |
| -------------------------------- | ------ | ------------------------- | ------ |
| Austrian Ladies Open 2009        | Японія | жіноча боротьба, до 72 кг | Бронза |
| Золотий Гран-прі з боротьби 2009 | Японія | жіноча боротьба, до 72 кг | 7      |